# Jazz4Ever Records
Jazz4Ever Records ist ein unabhängiges, auf Jazz spezialisiertes Tonträgerunternehmen, das der EDV-Spezialist Alfred Mangold 1989 in Nürnberg gründete.

## Geschichte
Das Label entstand nach einem Interview Mangolds mit dem Schlagzeuger Wolfgang Haffner bei Jazztime Nürnberg, einer Jazzsendung vom Jazzstudio Nürnberg. Da  Haffner sich über mangelnde Veröffentlichungsmöglichkeiten beklagte, wurde Mangold initiativ. Die erste Veröffentlichung seines neben dem Beruf betriebenen Unternehmens war ein Live-Mitschnitt des Bayerischen Rundfunks mit Haffners Quartett mit Tony Lakatos. Ziel seines Labels war es zunächst, eine Plattform für jüngere Musiker aus der fränkischen Jazzszene zu schaffen. Jazz4Ever veröffentlichte Aufnahmen von Bernhard Pichl, Peter Fulda oder Der Rote Bereich um Frank Möbus und Rudi Mahall; später kamen Musiker wie Michael Flügel, Florian Bührich, Matthias Rosenbauer, Edith Steyer, Torsten Goods oder Markus Schieferdecker hinzu.
Bald veröffentlichte das Label auch Tonträger von Musikern aus anderen Regionen, von Roman Schwaller ebenso wie von Christof Griese, Daniel Erdmann, Johannes Enders, Melanie Bong, Rainer Böhm, Oliver Leicht, Axel Schlosser oder Matthias Bergmann. Im Katalog finden sich auch Musiker aus Nordamerika wie Pete Yellin, Benny Bailey, Tim Hagans, Hal Crook, Ed Schuller oder Charlie Mariano.
Mangold betreibt Jazz4Ever als „Non-Profit“-Unternehmen und verzichtet auf Verlagsrechte; auch versucht er nicht, Musiker mit längerfristigen Verträgen zu binden. Zudem produziert Jazz4Ever die Aufnahme nicht selbst; vielmehr bewerben die Musiker sich mit fertig produzierten Master-CDs, um einen Bandübernahmevertrag zu schließen. Jährlich erschienen bis 2008 zumeist sechs Veröffentlichungen; das bisher letzte Album von Jazz4Ever wurde 2012 vorgelegt.